# Dimbach, Oberösterreich
Dimbach är en ort och kommun  i Österrike. Den ligger i distriktet Perg i förbundslandet Oberösterreich, 110 kilometer väster om huvudstaden Wien. 
Kommunen består av sju orter (Ortschaften) (inom parentes invånarantal 1 januari 2024):

- Dimbach (365)
- Dimbachreith (94)
- Gassen (188)
- Großerlau (175)
- Hornberg (53)
- Kleinerlau (66)
- Vorderdimbach (68)